# Jaroslav Peške
Jaroslav Peške (10. srpna 1907 Ostrava – 10. listopadu 1951 Věznice Pankrác) byl český inženýr odsouzený v politickém procesu komunistickým režimem k trestu smrti a popravený v roce 1951.

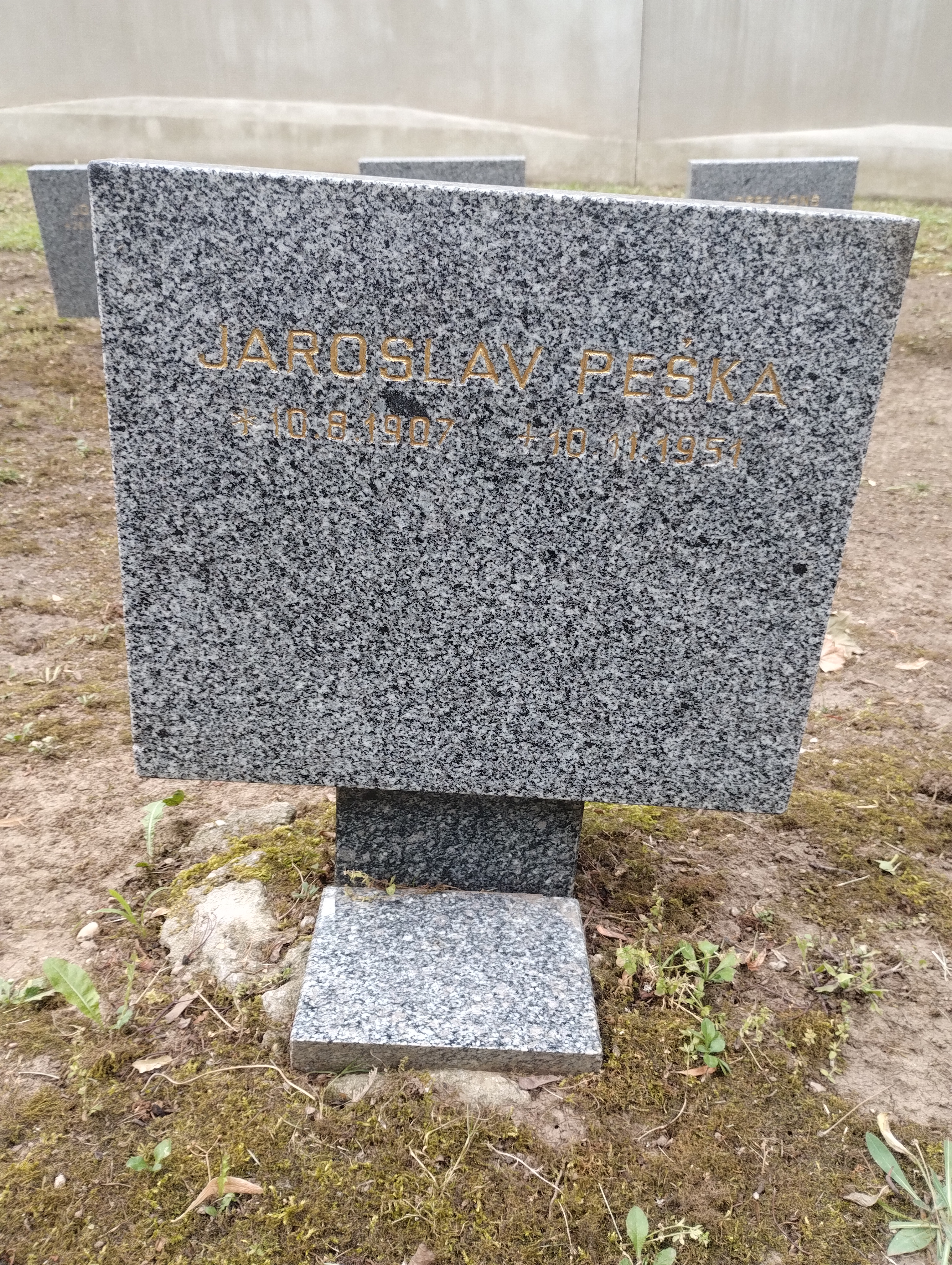
Symbolický náhrobek J. Peškeho (chybně uveden jako Peška) na Čestném pohřebišti v Ďáblicích

V politickém procesu byl v červnu 1951 na základě zcela smyšlených obvinění odsouzen za trestné činy velezrady a vyzvědačství k trestu smrti v procesu namířeném proti inženýrům, kteří byli ochotni spolupracovat ve vývoji nových telekomunikačních sítí se západními zeměmi. Popraven byl v listopadu 1951 spolu se svými kolegy Miloslavem Francem a Alfrédem Plockem. Jeho poslední slova zněla: „Poslední přání nemám.“ Rehabilitován byl v roce 1968.